# Santa Esmeralda
I Santa Esmeralda sono stati un gruppo musicale franco-statunitense, formatosi negli anni settanta e che portò al successo internazionale una cover del brano Don't Let Me Be Misunderstood, originariamente di Nina Simone.

## Storia del gruppo
Il gruppo fu formato da Leroy Gomez, che cominciò la propria esperienza nel campo musicale come sassofonista di Elton John. Conobbe a Parigi i compositori Nicolas Skorsky e Jean Manuel de Scarano, possessori di una casa discografica indipendente, ed insieme pubblicarono il loro primo album Don't Let Me Be Misunderstood per la Fauves Puma. In seguito al successo internazionale, l'album venne ridistribuito dalla Casablanca Records. L'album ricevette il disco d'oro, e la versione di Don't Let Me Be Misunderstood dei Santa Esmeralda ricevette numerose cover.
Riscosse un notevole successo anche il secondo album, The House of the Rising Sun, pubblicato nel 1978 sempre per la Casablanca Records, in cui la maggior parte delle canzoni erano cantate da Jimmy Goings. All'album seguirono diversi singoli hits, fra cui Sevilla Nights, incluso nella colonna sonora del film Grazie a Dio è venerdì. A questi lavori seguirono un altro paio di album, che però con il passare di moda della disco music non entrarono neppure in classifica, e dopo l'annullamento del contratto con la Casablanca Records, il gruppo si sciolse.
Secondo Vince Aletti, la band non sarebbe stata più in grado di «raggiungere l'equilibrio rock-soul delineato da Leroy. In più, l'assenza di Don Ray, tornato con Cerrone, fa sì che il suono non risulti più armonico, denso e brillante come con la prima formazione.»
Nel 2002, Gómez, che aveva girato per anni in tour con una nuova incarnazione del gruppo, ha pubblicato Lay Down My Love, un album di brani inediti, e nel 2004 Santa Esmeralda - The Greatest Hits, una raccolta di vecchi successi del gruppo ricantati, compresi brani che erano stati interpretati da Goings. Nel 2007 esce l'ultima raccolta ufficiale Hits Anthology Santa Esmeralda.
Nel 2008 uscì il sito ufficiale

## Discografia

### Album in studio
- 1977 – Don't Let Me Be Misunderstood
- 1978 – The House of the Rising Sun
- 1978 – Beauty
- 2002 – Lay Down My Love

### Compilation
- 1993 – The Best of Santa Esmeralda
- 2000 – Better of Santa Esmeralda
- 2004 – Santa Esmeralda - The Greatest Hits
- 2007 – Hits Anthology Santa Esmeralda